# Кубок чемпіонів КОНМЕБОЛ–УЄФА
Кубок чемпіонів КОНМЕБОЛ–УЄФА (англ. CONMEBOL–UEFA Cup of Champions), раніше відомий як Кубок Артеміо Франкі (англ. Artemio Franchi Trophy) — змагання з футболу серед національних збірних, заснований 1985 року. Турнір складається з одного матчу за участю діючих чемпіонів Європи та Південної Америки і повинен проходити раз на чотири роки напередодні чемпіонату світу. Історична назва була на честь президента УЄФА Артеміо Франкі.

## Історія

### Кубок Артеміо Франкі
Турнір створений у 1985 році як Кубок європейських/південноамериканських націй, його також називали Кубком Артеміо Франкі через трофей змагання, названий на честь покійного Артеміо Франкі, колишнього президента УЄФА, який загинув у ДТП у 1983 році. Турнір організований спільно між КОНМЕБОЛ та УЄФА і мав формат міжконтинентального суперкубка між національними збірними, еквівалентний Міжконтинентальному кубку на клубному рівні, в якому грали переможці Кубка Європи/Ліги чемпіонів УЄФА та Кубка Лібертадорес. Змагання мали проводитися кожні чотири роки, а місця проведення чергувалися між Європою та Південною Америкою.
Вперше був зіграний у 1985 році між переможцем Євро-1984, Францією, і володарем Кубка Америки 1983 року, Уругваєм. Франція приймала матч на «Парк де Пренс» у Парижі і перемогла з рахунком 2–0.
Через чотири роки змагання не відбулися, оскільки Нідерланди (переможець Євро-1988) та Уругвай (переможець Кубка Америки 1987 року) не змогли домовитися про дату матчу. Тому наступний розіграш відбувся в 1993 році між володарем Кубка Америки 1991 року, Аргентиною, і переможцем Євро-1992, Данією. Аргентина приймала матч на стадіоні «Хосе Марія Мінелья» у місті Мар-дель-Плата і виграла в серії пенальті 5:4.
Кубок Артеміо Франкі можна вважати попередником Кубка короля Фахда/Кубку конфедерацій ФІФА, який вперше був зіграний у 1992 році, а з 1997 року став організовуватись ФІФА. У турнірі брали участь переможці континентальних чемпіонатів та чемпіонату світу з футболу. В результаті Кубок Артеміо Франкі було скасовано.
Після Кубка конфедерацій 2017 року ФІФА оголосила 15 березня 2019 року, що турнір буде скасовано, через що виникла ідея відновити Кубок Артеміо Франкі.

### Кубок чемпіонів КОНМЕБОЛ–УЄФА
12 лютого 2020 року УЄФА та КОНМЕБОЛ підписали оновлений меморандум про взаєморозуміння, спрямований на посилення співпраці між двома організаціями. У рамках угоди спільний комітет УЄФА-КОНМЕБОЛ розглянув можливість проведення матчів між чемпіонами Європи та Південної Америки як для чоловічого, так і для жіночого футболу, а також для різних вікових груп. 28 вересня 2021 року УЄФА та КОНМЕБОЛ підтвердили, що чемпіон Європи та володар Кубка Америки зустрінуться один з одним у міжконтинентальному матчі, причому угода охоплювала три видання, починаючи з 2022 року. 15 грудня 2021 року УЄФА та КОНМЕБОЛ знову підписали оновлений меморандум про взаєморозуміння до 2028 року, який включав конкретні положення щодо відкриття спільного офісу в Лондон та потенційну організацію різноманітних футбольних заходів. 22 березня 2022 року УЄФА оголосила, що новою назвою Кубка Артеміо Франкі стане Кубок чемпіонів КОНМЕБОЛ–УЄФА.
Згодом було підтверджено, що матч між переможцем Євро-2020 Італією, та володарем Кубка Америки 2021, Аргентиною, відбудеться у Лондоні 1 червня 2022 року на стадіоні «Вемблі» і отримає назву Фіналіссіма 2022.

## Список переможців

### Кубок Артеміо Франкі
| Рік         | Місце     | Фінальна гра | Фінальна гра     | Фінальна гра |
| Рік         | Місце     | Переможець   | Рахунок          | 2-е місце    |
| ----------- | --------- | ------------ | ---------------- | ------------ |
| 1985 Деталі | Франція   | Франція      | 2 — 0            | Уругвай      |
| 1993 Деталі | Аргентина | Аргентина    | 1 — 1 (5:4 пен.) | Данія        |

### Кубок чемпіонів КОНМЕБОЛ–УЄФА
| Рік         | Місце                     |        | Переможець | Рахунок   | Фіналіст |
| 2022 Деталі | Англія · «Вемблі», Лондон | Італія | 0 — 3      | Аргентина |          |

## Статистика

### За збірною
| Збірна    | Перемог        | Участей  |
| --------- | -------------- | -------- |
| Аргентина | 2 (1993, 2022) | —        |
| Франція   | 1 (1985)       | —        |
| Уругвай   | —              | 1 (1985) |
| Данія     | —              | 1 (1993) |
| Італія    | —              | 1 (2022) |

### За конфедерацією
| Конфедерація | Перемог | Участей |
| ------------ | ------- | ------- |
| КОНМЕБОЛ     | 2       | 1       |
| УЄФА         | 1       | 2       |